# Wushan (socken i Kina, Sichuan)
Wushan (kinesiska: 雾山乡, 雾山) är en socken i Kina. Den ligger i provinsen Sichuan, i den sydvästra delen av landet, omkring 64 kilometer väster om provinshuvudstaden Chengdu. Antalet invånare är 3 599. Befolkningen består av 1 725 kvinnor och 1 874 män. Barn under 15 år utgör 11,0 %, vuxna 15-64 år 72 %, och äldre över 65 år 16,0 %.
Genomsnittlig årsnederbörd är 1 431 millimeter. Den regnigaste månaden är juli, med i genomsnitt 351 mm nederbörd, och den torraste är januari, med 12 mm nederbörd.